# Laura Böhner
Laura Böhner (* 30. Juli 2001) ist eine deutsche Tennisspielerin.

## Karriere
Böhner begann mit sechs Jahren das Tennisspielen und bevorzugt laut ITF-Profil Hartplätze. Sie gewann bislang acht Doppeltitel auf der ITF Women’s World Tennis Tour.

## Turniersiege

### Doppel
| Nr. | Datum              | Turnier               | Kategorie | Belag     | Partnerin            | Finalgegnerinnen                 | Ergebnis          |
| --- | ------------------ | --------------------- | --------- | --------- | -------------------- | -------------------------------- | ----------------- |
| 1.  | 5. November 2022   | Castellón de la Plana | ITF W15   | Sand      | Noelia Bouzo Zanotti | Inês Murta Chantal Sauvant       | 7:63, 4:6, [10:7] |
| 2.  | 30. September 2023 | Monastir              | ITF W15   | Hartplatz | Gina Feistel         | Georgia Gulin Camilla Zanolini   | 7:5, 6:0          |
| 3.  | 13. Januar 2024    | Fort-de-France        | ITF W15   | Hartplatz | Angelina Wirges      | Ashton Bowers Briana Szabó       | 3:6, 6:0, [10:8]  |
| 4.  | 3. Februar 2024    | Monastir              | ITF W15   | Hartplatz | Holly Hutchinson     | Rikke de Koning Marente Sijbesma | 6:4, 7:64         |
| 5.  | 4. Mai 2024        | Antalya               | ITF W15   | Sand      | Doğa Türkmen         | Anri Nagata Rinon Okuwaki        | 7:5, 64:7, [10:7] |
| 6.  | 23. November 2024  | Antalya               | ITF W15   | Sand      | Anna Linn Puls       | Nicole Rivkin Karolína Vlčková   | 6:3, 6:3          |
| 7.  | 14. Dezember 2024  | Antalya               | ITF W15   | Sand      | Ruth Roura Llaverias | Chantal Sauvant Linda Ševčíková  | kampflos          |
| 8.  | 28. Juni 2025      | Kamen                 | ITF W15   | Sand      | Mariella Thamm       | Josy Daems Anastassija Firman    | 6:2, 6:4          |